# Raimondo II di Tripoli
Raimondo II di Tripoli (1115 circa – marzo 1152) fu conte di Tripoli dal 1137 al 1152, figlio di Ponzio di Tripoli e Cecilia di Francia.

## Biografia

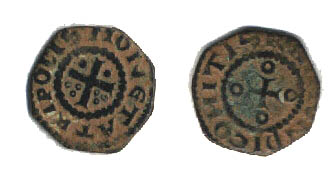
Moneta di Raimondo II di Tripoli.

Nel 1137 sposò Hodierna figlia di Baldovino II, Re di Gerusalemme.

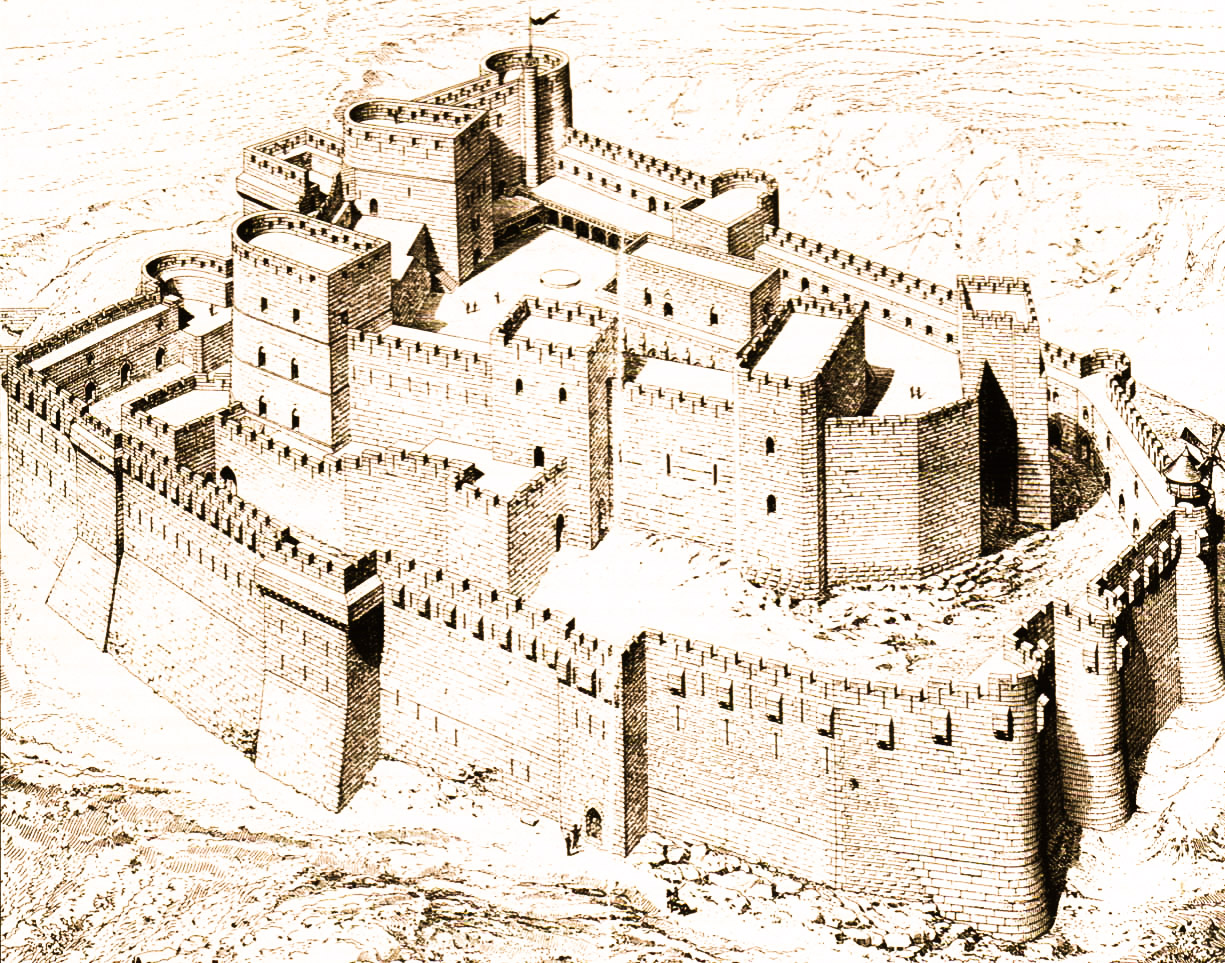
Rappresentazione artistica del Krak des Chevaliers.

Più tardi quello stesso anno fu nominato successore di suo padre, dopo che Ponzio fu ucciso in una battaglia contro l'esercito di Damasco. 
Raimondo era presente alla battaglia, e considerò i cristiani siriaci di Tripoli responsabili per il tradimento che aveva portato alla sconfitta ed alla morte di suo padre. 
Quindi, dopo la battaglia imprigionò molti di loro e
(Guglielmo di Tiro,)
Queste azioni furono elogiate dai cristiani latini della Contea;
(Guglielmo di Tiro,)
Più tardi quello stesso anno Zengi, l'atabeg di Aleppo e Mosul, assediò il castello di Barin nel territorio di Tripoli. Raimondo chiese aiuto al re Folco di Gerusalemme, ma Zengi lo sconfisse in una battaglia campale all'esterno del castello e Raimondo fu preso prigioniero.
Zengi continuò l'assedio, ma iniziò a negoziare con i difensori quando seppe che ulteriori soccorsi erano in arrivo da Raimondo d'Antiochia, Joscelin II di Edessa e dall'Imperatore bizantino Giovanni II Comneno, che all'epoca si trovava ad Antiochia. 
Gli assediati di Barin, non sapendo di questi movimenti, accettarono prontamente di consegnare il castello Zengi in cambio del rilascio di Raimondo e della fine dell'assedio.
Nel 1142 Raimondo fece stabilire i Cavalieri Ospitalieri come forza nella Contea, donando loro il Krak des Chevaliers, una enorme fortezza sulla strada da Homs al Mediterraneo, insieme ad altri castelli più piccoli. 
Gli Ospitalieri erano praticamente indipendenti nella Contea e furono spesso responsabili della protezione dei confini di Tripoli dalle frequenti incursioni da Damasco e delle forze di Zengi.

### Famiglia
Raimondo era pronipote di Raimondo IV di Tolosa, uno dei leader della Prima crociata che aveva reclamato per sé la Contea di Tripoli ancor prima che Tripoli fosse conquistata, così Raimondo II fu numerato come se il suo bisnonno fosse stato il primo Conte di Tripoli con quel nome. 
Tuttavia, Raimondo II discendeva da lui tramite Bertrando II di Tolosa, un figlio illegittimo. 
Quando Alfonso Giordano, il figlio legittimo di Raimondo IV, arrivò durante la Seconda crociata nel 1147, si temette che egli avrebbe potuto far valere il suo maggior diritto sulla Contea. 
Alfonso Giordano morì improvvisamente sulla via per Gerusalemme, e nacque immediatamente il sospetto che fosse stato avvelenato, probabilmente dalla Regina Melisenda di Gerusalemme per mezzo di sua sorella Hodierna, moglie di Raimondo. 
Questa accusa non fu mai provata, ma Raimondo rifiutò di offrire qualsiasi assistenza alla Crociata che si concluse con un fallimento.
In seguito il figlio di Alfonso-Giordano (che pure si chiamava Bertrando ed era illegittimo), con una forza di truppe tolosane conquistò la fortezza ad Arimah, sulla strada per Tortosa.
Raimondo, astutamente, evitò di confrontarsi direttamente con il suo congiunto, ma invece inviò dei messaggeri a Norandino ed Unur di Damasco.
Solo pochi mesi prima, questi stessi signori musulmani, erano stati i nemici di Raimondo all'Assedio di Damasco, ma ora egli li invitò ad attaccare il suo rivale ed essi conquistarono Arimah e catturarono Bertrando, che passò i successivi dieci anni nelle prigioni musulmane. 
Arimah fu restituita al Conte con le fortificazioni distrutte.

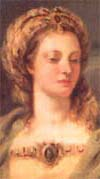
Hodierna di Tripoli

Raimondo litigava spesso con sua moglie Hodierna che era molto indipendente, ma Raimondo fu un marito geloso e la teneva in isolamento. 
Ci furono anche voci che la loro figlia Melisenda aveva un diverso padre.
La sorella di Hodierna, Melisenda di Gerusalemme, omonima della loro figlia, fu invitata a mediare nel 1152. 
Raimondo ed Hodierna furono riconciliati, ma Melisenda penso che sarebbe stato meglio se Hodierna fosse tornata con lei a Gerusalemme per un breve periodo.
Raimondo cavalcò con loro per un breve tratto e, sulla strada del ritorno a Tripoli, fu ucciso dai Nizariti alle porte della città, insieme a due dei suoi cavalieri.
È stato il primo non-musulmano ad essere ucciso dagli Hashshashin, probabilmente in risposta all'insediamento degli Ospitalieri nella Contea voluto da Raimondo.
Hodierna tornò immediatamente per assumere la reggenza della Contea per il figlio Raimondo III, che era ancora un fanciullo.
Il nipote di Hodierna, Baldovino III di Gerusalemme assicurò il supporto dei nobili della Contea, ed Hodierna gli permise di dare la fortezza di Tartus ai Cavalieri templari allo scopo di difendersi dagli attacchi di Nur ad-Din, che invase quando seppe della morte di Raymondo.
Melisenda, la figlia di Raimondo ed Hodierna, fu in seguito candidata a sposare l'Imperatore bizantino Manuele I Comneno. 
Melisenda fu anche chiamata "la futura imperatrice", ma l'imperatore, forse sentendo della sua presunta illegittimità, scelse Maria d'Antiochia. Raimondo III, fratello di Melisenda e figlio di Raimondo, si sentì personalmente offeso, ed attaccò Cipro per ritorsione.